# Fyvie
Fyvie est un village britannique situé dans l'Aberdeenshire, en Écosse. Il se trouve dans le district de Formartine (en), sur le fleuve Ythan.
Le château de Fyvie remonte au XIIIe siècle. L'église du village, construite au XIXe siècle sur le site d'une église médiévale, intègre trois pierres pictes. L'une des prophéties de Thomas le Rhymer fait allusion à ces pierres.
La chanson populaire écossaise The Bonnie Lass o' Fyvie (en) mentionne le village.
Le sculpteur et gynécologue Alexander Skene est né à Fyvie en 1837.
L'ecclésiastique Cosmo Lang est né à Fyvie en 1864.